# Parco la Favorita
Il parco la Favorita è il principale parco per estensione della città di Valdagno.
Progettato, come il resto della Città sociale, dall'architetto Francesco Bonfanti alla fine degli anni venti per conto di Gaetano Marzotto, è stato acquisito e riqualificato dal Comune di Valdagno nel 2000.

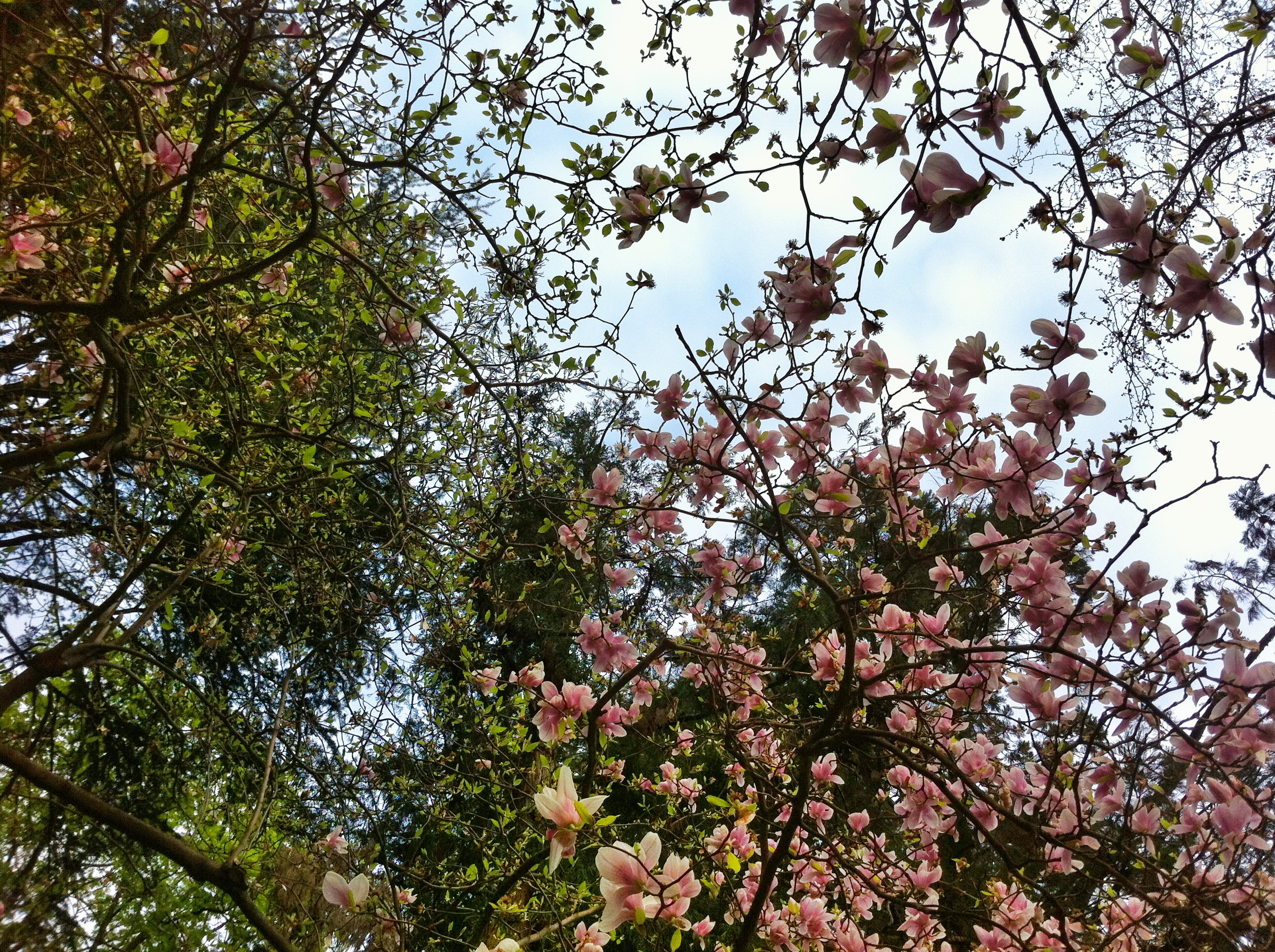
Biodiversità al Parco la Favorita

Al suo interno si possono distinguere, oltrepassato il viale alberato attraverso uno degli ingressi monumentali, la grande gradinata che conduce alla più elevata parte centrale del parco, gli ampi terrazzamenti a vista delimitati dalle balaustre di pietra, le fondamenta di quella che avrebbe dovuto essere una villa padronale ed il parco romantico, caratterizzato dalla notevole biodiversità della vegetazione.
A fianco del parco, accanto ad una fontana ornamentale, sono presenti delle serre, desiderate dalla committenza, che individuava, in quello che oggi è solo un parco, anche una funzionalità di tipo agricolo.
Il progetto prevedeva anche, come detto, la realizzazione di una grande villa padronale, progettata da Gio Ponti. I lavori per la sua realizzazione furono interrotti a causa della seconda guerra mondiale e mai più ripresi.
Rimasto privato per molti anni, il parco è stato ceduto nel 2000 all'Amministrazione Comunale per dare inizio ad un'opera di riqualificazione (ambientale ed architettonica) durata sino al 2008, anno in cui l'area è stata riaperta al pubblico.
Oggi la Favorita è sede di diverse manifestazioni culturali e musicali, nonché di attività ginniche realizzabili nel nuovo percorso vita sottostante la gradinata principale.

## Flora
Il parco si caratterizza per una notevole biodiversità, fortemente ricercata dalla famiglia Marzotto, tanto da ricercare anche all'estero i singoli esemplari oggi presenti.
Attualmente, gli alberi all'interno del giardino godono di una discreta salute, anche se non mancano tanto alcune situazioni problematiche quanto esempi di vigore e floridità.
In particolare, si segnala la presenza delle seguenti specie, alcune rappresentate con diversi esemplari:
- Taxus baccata
- Cedrus atlantica (var. glabra)
- Fagus
- Cedrus deodara
- Paulownia
- Tilia
- Platanus occidentalis
- Quercus
- Cryptomeria
- Aesculus hippocastanum
- Sequoiadendron giganteum
- Acer platanoides
- Acer pseudoplatanus
- Pinus nigra
- Magnolia grandiflora
- Ginkgo biloba
- Carpinus betulus
- Quercus ilex

## Fauna
Date le ridotte dimensioni del parco, non è possibile parlare di un vero e proprio patrimonio faunistico. Tuttavia è possibile scorgere diversi esemplari di scoiattoli, nonché, vista la vicinanza alle acque del fiume, di alcuni trampolieri come l'airone.